# Christian Engström
Lars Christian Engström (nacido el 9 de febrero de 1960) es un programador sueco, activista y político. Es vicepresidente del Partido Pirata sueco. Engström fue elegido eurodiputado en las elecciones europeas de 2009.

## Formación y carrera profesional
Nacido en Högalid, Estocolmo, se graduó en la Universidad de Estocolmo en 1983 con un título en Matemáticas y Ciencias de la computación. Durante sus estudios en la universidad, trabajó de tutor en la misma institución, enseñando programación orientada a objetos en Simula.
A partir de 1978 también trabajó a tiempo parcial como programador en una pequeña empresa especializada en búsqueda por similitud fonética para nombres de marcas registradas. Tras terminar sus estudios, comenzó a trabaja a tiempo completo en la empresa. Se hizo socio en 1987 y en 1991 se convirtió en subdirector de la misma. En 1997 la compañía fue vendida a la empresa europea líder en búsqueda de marcas registradas CompuMark. Engström permaneció en la misma posición hasta 2001, cuando abandonó la compañía para montar su propia empresa de consultoría, Glindra AB.

## Activismo y política
Durante cinco años Engström trabajó como activista no pagado en la Foundation for a Free Information Infrastructure (FFII), cabildeando contra las patentes de software. Estuvo activo en la campaña contra la directiva de patentes de software de la UE, que fue rechazada por el Parlamento Europeo en julio de 2005. También fue cofundador de la sección sueca del FFII e hizo las funciones de vicepresidente durante el primer año.
A finales de la década de 1980, Engström se hizo miembro del Partido Popular Liberal sueco. Trabajó como asesor (en sueco nämndeman) para el partido en la corte de distrito de Estocolmo entre 1992 y 1998 y estuvo activo en la política local en Bromma, Estocolmo. Abandonó el partido el 1 de enero de 2006, tras la fundación del Partido Pirata.
Engström fue elegido eurodiputado en las elecciones europeas de 2009, en el que el Partido Pirata consiguió el 7,1% de los votos y consiguieron un diputado. Engström era el cabeza de lista y recibió 43.808 votos (19% del total de votos del Partido Pirata).
Fue miembro del Parlamento Europeo hasta el 1 de julio de 2014.

## Vida personal
Engström está casado y tiene un hijo. Vive con su familia en Nacka, Provincia de Estocolmo.